# Список концертов и туров Blackpink
Список концертов и туров Blackpink — это серия музыкальных выступлений корейской K-pop группы Blackpink. Группа проводит концерты и туры как в Корее, так и за её пределами, популяризируя корейскую поп-музыку во всем мире.

## Концерты

### Asia
Blackpink Arena Tour (2018)
Blackpink 2019 World Tour (In Your Area) (2019—2020)
The Show (2021)

### America
Blackpink World Tour (2019)
Blackpink 2022 World Tour (2022)

### Europe
Blackpink 2019 World Tour (In Your Area) (2019)
Blackpink: The Movie (2021)

### Oceania
Blackpink 2019 World Tour (In Your Area) (2019)

### Online concerts
The Show (2021)

## Участие в музыкальных фестивалях
2017: Summer Sonic Festival в Японии
2018: Asia Artist Awards в Корее
2018: Melon Music Awards в Корее
2018: Mnet Asian Music Awards в Гонконге
2019: Coachella Valley Music and Arts Festival в Калифорнии, США
2019: Summer Sonic Festival в Японии
2019: U+5G The Fact Music Awards в Корее
2019: Korea-France Friendship Concert во Франции
2019: Korea-Vietnam Friendship Super Show во Вьетнаме
2019: 8th Gaon Chart Music Awards в Корее
2019: K-World Festa в Корее
2019: Mnet Asian Music Awards в Нагое, Япония
2020: TikTok Stage Live From Seoul в Корее
2020: Dear Class of 2020 в США
2020: YouTube Music Awards 2020 в Корее
2020: The Tonight Show: At Home Edition в США
Blackpink являются одной из самых популярных групп в мире, и её концерты всегда являются востребованными. Кроме того, участие группы в различных музыкальных фестивалях позволяет им расширять свою аудиторию и привлекать новых поклонников со всего мира.